# Hontanaya
Hontanaya è un comune spagnolo di 408 abitanti situato nella comunità autonoma di Castiglia-La Mancia.